# Scopula variata
Scopula variata är en fjärilsart som beskrevs av De Villers 1789. Scopula variata ingår i släktet Scopula och familjen mätare. Inga underarter finns listade.